# Saturacja medialna
Saturacja medialna - to proces postępujący wraz z rozwojem technologii komunikowania i łatwym do nich dostępem, polega na "saturacji" (nasyceniu) społeczeństwa coraz większą liczbą technicznych środków przekazu i oplataniu go bardzo gęstą siecią komunikatów, co w konsekwencji powoduje uzależnienie obywateli od informacji medialnej.